# وفاء قمر
وفاء قمر (1988)، ممثلة مصرية. اشتهرت من خلال عملها في الدراما التليفزيونية، ومن مسلسلاتها: (مزاج الخير، أزمة سكر، موعد مع الوحوش). أما في السينما فقد عرفها الجمهور بعد ترشيح المخرج إسماعيل فاروق لها لكي تشارك في بطولة فيلم (عبده موتة).

## أفلام
- احنا اتقابلنا قبل كده 2008
- مقلب حرامية 2009
- بدون رقابة 2009
- عبده موتة 2012
- مترو 2014
- ناشط في حركة عيال 2014

## مسلسلات
- طيارة ورق 2008
- العيادة ج1 2008
- موعد مع الوحوش 2010
- أزمة سكر 2010
- حكايات وبنعيشها:كابتن عفت 2010
- شربات لوز 2012
- كاريوكا 2012
- آدم وجميلة 2013
- ألف سلامة 2013
- فض اشتباك 2013
- ابن حلال 2014
- سلسال الدم ج2 وج3 وج4 2015-2016-2017
- شهادة ميلاد 2016
- الكبريت الأحمر 2016

## مسلسلات إذاعية
- مين معايا 2016

## مسرحيات
- سوء تفاهم 2004